# 尚镇 (孔迪镇)
尚镇是葡萄牙波尔图区的一个堂区。总面积5.49平方公里，总人口2957人，人口密度538.6人/平方公里。